# 브리엔츠호
브리엔츠호(Lake Brienz)는 스위스 베른주에 위치한 호수이다. 융프라우와 아이거 등이 있는 알프스 북쪽에 위치해 있다. 브리엔츠 호수에서 흘러나오는 물은 툰 호수를 거쳐 아레강에 흘러 들어간다. 브리엔츠 호수와 툰 호수 사이에는 인터라켄이 있다.
호수는 동서로 길게 형성되어 있으며, 길이 약 14km, 폭은 약 2.8km, 최대 수심은 260m이다. 호수의 명칭은 북쪽 해안 호숫가에 위치한 목각으로 유명한 마을, 브리엔츠에서 따온 이름이다. 브리엔츠 호숫가에서 로트호른 정상까지 부설되어 있는 브리엔츠 로트호른 철도는 여름 동안 증기기관차를 정기 운항한다.
브리엔츠 호수의 북쪽 호숫가에는 브리엔츠 외에, 오벨리트, 니델리트 등의 마을이 있고, 남쪽 호숫가에는 기스바흐, 이젤트발트 등의 마을이나 취락이 흩어져 존재한다. 지역 철도 회사인 BLS AG가 운영하는 5척의 여객선이 각 정박지를 이어준다. 이 여객선은 기스바흐 폭포까지 올라가는 케이블카인 기스바흐반과 연결된다.